# 녹산로
녹산로(Noksan-ro)는 제주특별자치도 서귀포시 표선면 가시리삼거리에서 제주시 조천읍 제동목장입구교차로를 잇는 제주특별자치도의 도로이다. 

## 주요 경유지
제주특별자치도
- 서귀포시 표선면 - 제주시 조천읍

## 노선
| 이름                | 접속 노선                      | 소재지   | 소재지 | 비고 |
| ------------------- | ------------------------------ | -------- | ------ | ---- |
| 가시리삼거리        | 지방도 제1136호선 (중산간동로) | 서귀포시 | 표선면 |      |
| 가시2 교차로        | 지방도 제1119호선 (서성로)     | 서귀포시 | 표선면 |      |
| 정석비행장 교차로   |                                | 서귀포시 | 표선면 |      |
| 제동목장입구 교차로 | 지방도 제1112호선 (비자림로)   | 제주시   | 조천읍 |      |